# Zbigniew Karkowski
Zbigniew Karkowski, född 14 mars 1958 i Kraków, Polen, död 12 december 2013 i Peru, var en polsk experimentell musiker och kompositör. Han studerade en period datormusik vid Chalmers tekniska högskola i Göteborg och har bland annat samarbetat med datalogen Ulf Bilting och konstnärsduon Phauss.